# ستيوارت ناش
ستيوارت نـاش (بالإنجليزية: Stuart Nash)‏ هو سياسي نيوزلندي، ولد في 1 أغسطس 1967. حزبياً، نشط في حزب العمال النيوزيلندي. وقد انتخب عضو مجلس النواب نيوزيلندا عن دائرة Napier (New Zealand electorate) ‏ وقد انضم خلال فترته النيابية ‏ للكتلة البرلمانية حزب العمال النيوزيلندي.

## وصلات خارجية
- الموقع الرسمي